# Picturesque Darjeeling, India
Picturesque Darjeeling, India è un cortometraggio muto del 1912. Non si conosce il nome del regista del film, un documentario prodotto dalla Edison e girato a Darjeeling, nel Bengala Occidentale.

## Produzione
Il film fu prodotto dalla Edison Company.

## Distribuzione
Distribuito dalla General Film Company, il film - un cortometraggio di 90 metri - uscì nelle sale cinematografiche degli Stati Uniti il 13 luglio 1912. Nelle proiezioni, veniva programmato con il sistema dello split reel, accorpato in un'unica bobina con un altro cortometraggio prodotto dalla Edison, la commedia Madame de Mode.